# 플레노카리스
플레노카리스(학명: Plenocaris plena 플레노카리스 플레나[*])는 캄브리아기의 버지스 셰일 및 청장 생물군에서 살았던 멸종한 이매갑류 절지동물의 일종이다. 처음에는 1912년에 찰스 둘리틀 월컷이 이오호이아의 한 종으로 기재한 것이었으며, 이후 1974년에 플레노카리스속으로 분류되었다.

## 특징

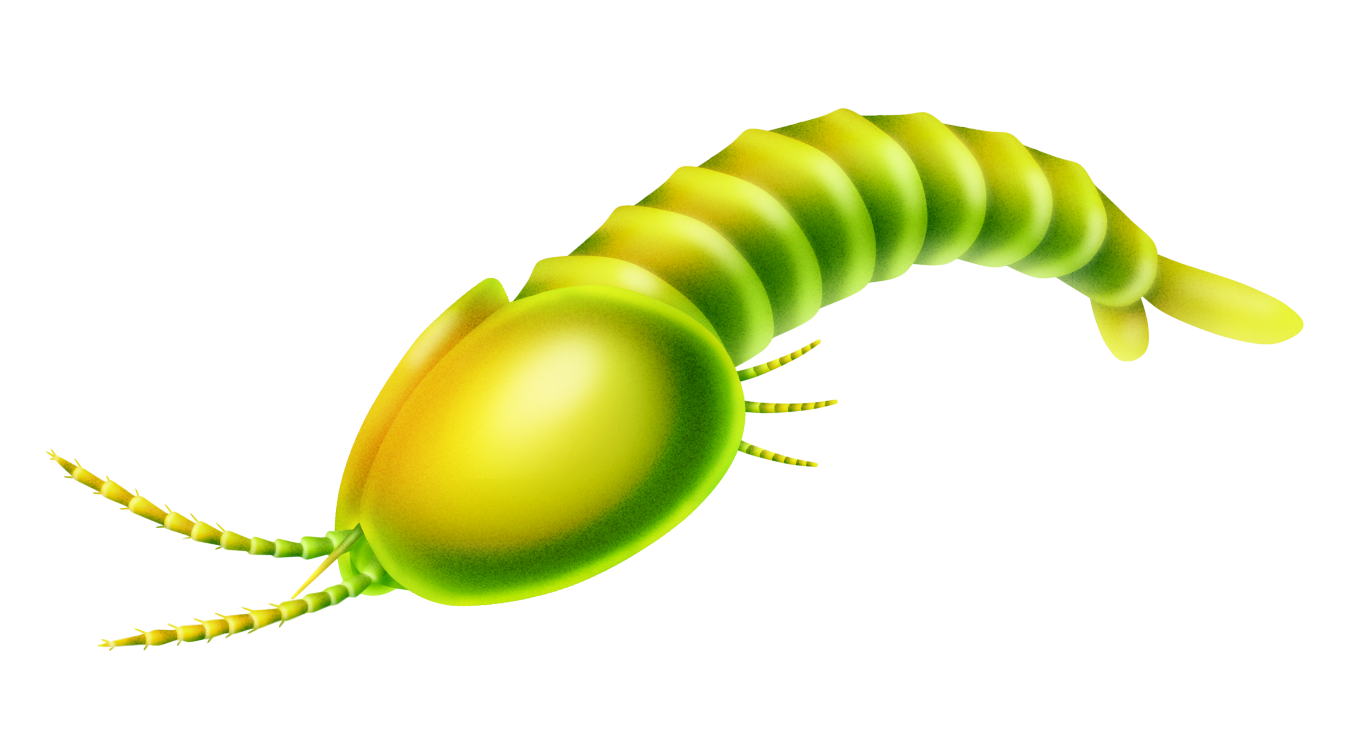
복원도

머리에는 한 쌍의 간단한 형태의 더듬이가 달린다. 몸은 13마디의 등판으로 이루어져 있으며, 그 중 체간 마디 2~4개는 길쭉한 일분지성 다리가 한 쌍 씩 달리며, 이외의 마디에서는 달리지 않는다. 몸의 끄트머리에는 한 쌍의 꼬리지느러미가 달린다. 왑티아과처럼은 아니지만 시노팔로스와 비슷하게 꼬리지느러미는 여러 마디로 이루어져 있지 않다.

## 연구사
106점의 플레노카리스 표본이 전체 군집 중 0.2%를 이루고 있는 대 필로포드 층에서 발견되었다. 캄브리아기 이매갑류 절지동물이 많이 속해 있는 히메노카리나목의 일원으로 제안되었다.

## 생태
일부 표본에서 소화관 안에서 침전물이 쌓여있는 것이 발견된 것으로 보아, 이들은 침전물 섭식자였을 것으로 보인다. 유영용 다리가 없다는 것은 주로 몸통과 꼬리부채의 움직임으로 수영을 했다는 것을 의미한다.

## 더 읽어보기
Briggs, D.E.G. (1983). “Affinities and early evolution of the Crustacea: the evidence of the Cambrian fossils”. 《Crustacean Issues》.